# 대한민국 상법 제17조
대한민국 상법 제17조는 상업사용인의 의무에 대한 상법총칙의 조문이다. 상업사용인의 거래금지의무와 겸직금지의무 등을 규정하고 있다.

## 조문
제17조 (상업사용인의 의무) (1) 상업사용인은 영업주의 허락없이 자기 또는 제삼자의 계산으로 영업주의 영업부류에 속한 거래를 하거나 회사의 무한책임사원, 이사 또는 다른 상인의 사용인이 되지 못한다.

(2) 상업사용인이 전항의 규정에 위반하여 거래를 한 경우에 그 거래가 자기의 계산으로 한 것인 때에는 영업주는 이를 영업주의 계산으로 한 것으로 볼 수 있고 제3자의 계산으로 한 것인 때에는 영업주는 사용인에 대하여 이로 인한 이득의 양도를 청구할 수 있다. 

(3) 전항의 규정은 영업주로부터 사용인에 대한 계약의 해지 또는 손해배상의 청구에 영향을 미치지 아니한다.

(4) 제2항에 규정한 권리는 영업주가 그 거래를 안날로부터 2주간을 경과하거나 그 거래가 있은 날로부터 1년을 경과하면 소멸한다.

第17條 (商業使用人의 義務) ① 商業使用人은 營業主의 許諾없이 自己 또는 第三者의 計算으로 營業主의 營業部類에 屬한 去來를 하거나 會社의 無限責任社員, 理事 또는 다른 商人의 使用人이 되지 못한다.

②商業使用人이 前項의 規定에 違反하여 去來를 한 境遇에 그 去來가 自己의 計算으로 한 것인 때에는 營業主는 이를 營業主의 計算으로 한 것으로 볼 수 있고 第3者의 計算으로 한 것인 때에는 營業主는 使用人에 對하여 이로 因한 利得의 讓渡를 請求할 수 있다.  <개정 1962.12.12.>

③前項의 規定은 營業主로부터 使用人에 對한 契約의 解止 또는 損害賠償의 請求에 影響을 미치지 아니한다.

④第2項에 規定한 權利는 營業主가 그 去來를 안 날로부터 2週間을 經過하거나 그 去來가 있은 날로부터 1年을 經過하면 消滅한다.

## 같이 보기
- 상업사용인